# Wikirage
wikirage（ウィキレージ）は、ウィキペディアで最も活発な100のページを間断なく表示するウェブサイトである。
単位時間あたりの編集回数に基づき、最も活発な100のページを算出している。
wikirageを見ることにより、最新のニュース、人気のある人物や出来事、ホットな話題を確認することができる。
クレイグ・ウッドというブロガーにより開発され、2007年8月30日に初めてオンライン化された。
現在、日本語版、英語版、ドイツ語版があり、それぞれウィキペディアの日本語版、英語版、ドイツ語版に対応している。